# Club Deportivo Anguiano
El Club Deportivo Anguiano es un club de fútbol, fundado en 1995, de la localidad de Anguiano (La Rioja) que milita actualmente en el grupo XVI de Tercera Federación desde su descenso en la temporada 2024-25.

## Historia
El equipo fue fundado en 1995 componiendo sus primeras plantillas por jóvenes de la localidad y por fichajes de otros municipios. Tras comenzar jugando en la Regional Preferente de La Rioja en la temporada 2003-2004 la subdivisión del Grupo XVI de Tercera División en un subgrupo con equipos de la Federación Navarra de Fútbol y otro Federación Riojana de Fútbol supuso el ascenso de los 9 primeros equipos de Regional, entre ellos el C. D. Anguiano.
Desde su debut en Tercera División es un club habitual en los puestos de cabeza llegando a disputar un total de 11 promociones a Segunda B o Segunda Federación, alcanzando la 2.ª ronda en cuatro ocasiones (2011, 2014, 2021 y 2024). La presencia habitual del club en las promociones de ascenso ha llamado la atención de diferentes medios de comunicación dado que Anguiano supera levemente los 500 habitantes.
En la temporada 2023-24, en su cuarta promoción de ascenso, el C. D. Anguiano consiguió superar las dos rondas regionales y la final nacional, ante el C. D. Ardoi y ascendió por primera vez en su historia a Segunda Federación.
Sólo duró un año el sueño de la Segunda Federación. Fue una temporada magnífica en lo inesperado, en la que se consiguieron victorias tan importantes como contra el Arenas Club de Getxo, que acabaría campeón, o contra los dos equipos de Logroño, la U. D. Logroñés y la S. D. Logroñés, éste último en Las Gaunas. No ocupó puestos de descenso hasta la jornada 27, fase en la que una mala racha de resultados dieron con el equipo en la posición 15.º y con el descenso a Tercera Federación en la última jornada.

## Uniforme
- Primera equipación: Camiseta, pantalón y medias azul oscuro.
- Segunda equipación: Camiseta roja, pantalón y medias blanco.

## Estadio

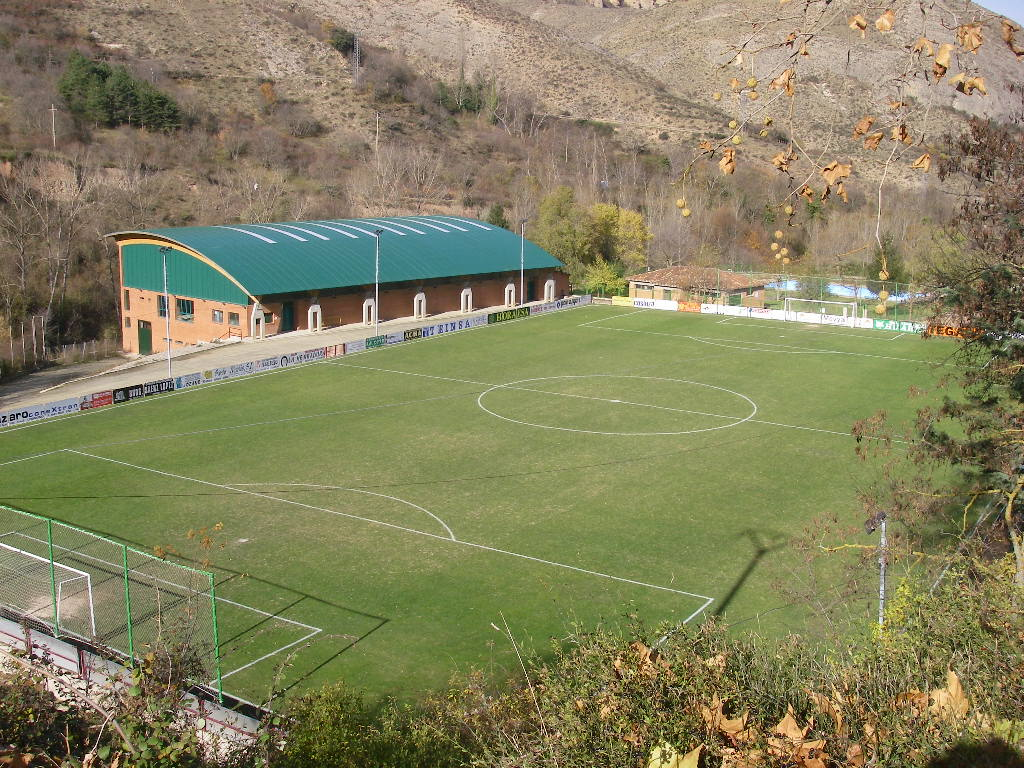
Estadio de Isla

El C. D. Anguiano disputa sus partidos en el campo de Isla, cuya capacidad es de 1000 espectadores.

## Palmarés

### Campeonatos nacionales
- Subcampeón de la Tercera División de España (1): 2007-08 (Grupo XVI).

### Campeonatos regionales
- Subcampeón de la Regional Preferente de La Rioja (1): 2002-03 (Grupo 1).[5]
- Subcampeón de la Copa RFEF (fase regional de La Rioja) (5): 2007-08,[6] 2008-09,[7] 2009-10,[8] 2017-18[9] y 2019-20.[10]

## Datos del club
- Temporadas en Primera División: 0
- Temporadas en Segunda División: 0
- Temporadas en Primera Federación: 0
- Temporadas en Segunda Federación: 1
- Temporadas en Tercera Federación / Tercera División: 21
- Mejor puesto en la liga: 15.º en Segunda Federación (temporada 2024-25)

## Trayectoria

### Histórico de temporadas
| Temporada | División        | Puesto |
| --------- | --------------- | ------ |
| 1995-96   | Preferente      | 20.º   |
| 1996-97   | Preferente      | 12.º   |
| 1997-98   | Preferente      | 9.º    |
| 1998-99   | Preferente      | 3.º    |
| 1999-00   | Preferente      | 7.º    |
| 2000-01   | Preferente      | 7.º    |
| 2001-02   | Preferente      | 5.º    |
| 2002-03   | Preferente      | 2.º    |
| 2003-04   | Preferente      | 8.º    |
| 2004-05   | 3.ª (Grupo XVb) | 5.º    |
| 2005-06   | 3.ª (Grupo XVb) | 7.º    |

| Temporada | División        | Puesto |
| --------- | --------------- | ------ |
| 2006-07   | 3.ª (Grupo XVI) | 4.º    |
| 2007-08   | 3.ª (Grupo XVI) | 2.º    |
| 2008-09   | 3.ª (Grupo XVI) | 3.º    |
| 2009-10   | 3.ª (Grupo XVI) | 4.º    |
| 2010-11   | 3.ª (Grupo XVI) | 3.º    |
| 2011-12   | 3.ª (Grupo XVI) | 7.º    |
| 2012-13   | 3.ª (Grupo XVI) | 10.º   |
| 2013-14   | 3.ª (Grupo XVI) | 4.º    |
| 2014-15   | 3.ª (Grupo XVI) | 6.º    |
| 2015-16   | 3.ª (Grupo XVI) | 6.º    |
| 2016-17   | 3.ª (Grupo XVI) | 4.º    |

| Temporada | División             | Puesto |
| --------- | -------------------- | ------ |
| 2017-18   | 3.ª (Grupo XVI)      | 6.º    |
| 2018-19   | 3.ª (Grupo XVI)      | 7.º    |
| 2019-20   | 3.ª (Grupo XVI)      | 6.º    |
| 2020-21   | 3.ª (Grupo XVI)      | 5.º    |
| 2021-22   | 3.ª Fed. (Grupo XVI) | 3.º    |
| 2022-23   | 3.ª Fed. (Grupo XVI) | 6.º    |
| 2023-24   | 3.ª Fed. (Grupo XVI) | 4.º    |
| 2024-25   | 2.ª Fed. (Grupo II)  | 15.º   |
| 2025-26   | 3.ª Fed. (Grupo XVI) |        |

### Participaciones en playoffs de ascenso
| Temporada | Liga               | Ronda            | Rival                            | Ida | Vuelta | Global |  | Ascenso |
| --------- | ------------------ | ---------------- | -------------------------------- | --- | ------ | ------ |  | ------- |
| 2006-07   | Tercera División   | Semifinal        | R. C. Deportivo de La Coruña "B" | 2-1 | 4-1    | 3-5    |  |         |
| 2007-08   | Tercera División   | Semifinal        | R. B. Linense                    | 1-0 | 2-1    | 2-2    |  |         |
| 2008-09   | Tercera División   | Cuartos de final | Castillo C.F.                    | 1-0 | 2-3    | 4-2    |  |         |
| 2009-10   | Tercera División   | Cuartos de final | Club Portugalete                 | 0-2 | 0-0    | 0-2    |  |         |
| 2010-11   | Tercera División   | Cuartos de final | Novelda C. F.                    | 0-0 | 2-0    | 0-2    |  |         |
| 2010-11   | Tercera División   | Semifinal        | C. D. Olímpic                    | 0-1 | 1-1    | 1-2    |  |         |
| 2013-14   | Tercera División   | Cuartos de final | S.C.R. Peña Deportiva            | 1-1 | 0-1    | 2-1    |  |         |
| 2013-14   | Tercera División   | Semifinal        | R. Betis "B"                     | 1-1 | 3-1    | 2-4    |  |         |
| 2016-17   | Tercera División   | Cuartos de final | U. B. Conquense                  | 2-2 | 0-0    | 2-2    |  |         |
| 2020-21   | Tercera División   | Cuartos de final | C. D. Arnedo                     | 0-0 | 0-0    | 0-0    |  |         |
| 2020-21   | Tercera División   | Semifinal        | U.D. Logroñés Promesas           | 1-0 | 1-0    | 1-0    |  |         |
| 2021-22   | Tercera Federación | Cuartos de final | C. D. Varea                      | 1-2 | 1-2    | 1-2    |  |         |
| 2022-23   | Tercera Federación | Cuartos de final | C. D. Varea                      | 2-3 | 4-2    | 4-7    |  |         |
| 2023-24   | Tercera Federación | Cuartos de final | C. D. Varea                      | 1-1 | 2-1    | 2-3    |  |         |
| 2023-24   | Tercera Federación | Semifinal        | S. D. Oyonesa                    | 0-0 | 2-1    | 1-2    |  |         |
| 2023-24   | Tercera Federación | Final            | C. D. Ardoi                      | 0-3 | 1-1    | 1-4    |  |         |

## Filial
El C. D. Anguiano contó con un filial, denominado C. D. Anguiano "B", entre el 2006 y el 2012 que jugaba en Regional Preferente de La Rioja llegando a terminar en puestos de ascenso en 2 ocasiones.